# Theodor Dingermann
Theodor Dingermann (häufig Theo Dingermann; * 10. Juli 1948 in Kevelaer) ist ein deutscher Pharmazeut. Er war von 1990 bis 2013 Professor für Pharmazeutische Biologie an der Johann Wolfgang Goethe-Universität Frankfurt am Main. Seine Fachgebiete sind Biochemie und Molekularbiologie.

## Leben
Nach der Ausbildung zum Apothekeranwärter nahm Dingermann 1973 das Studium der Pharmazie an der Universität Erlangen-Nürnberg auf. Nach Studienabschluss im November 1976 erfolgte im gleichen Monat die Approbation zum Apotheker.
In der Arbeitsgruppe Biochemie der Universität Erlangen unter der Führung Helga Kersten promovierte Dingermann 1980 zum Thema: „Regulatorfunktionen spezifischer Transferribonukleinsäuren im Entwicklungszyklus des Schleimpilzes Dictyostelium discoideum“. Im Anschluss an die Promotion folgte ein Auslandsaufenthalt an der Yale University. Von 1980 bis 1982 konnte er als Post-Doc in der Arbeitsgruppe von Dieter Söll zum Thema „Regulatorregionen an der DNA für RNA-Polymerase III Gene in Eukaryoten“ mitarbeiten. Ab 1982 arbeitete Dingermann als Assistent in der Arbeitsgruppe Biochemie der Universität Erlangen-Nürnberg. Dort leitete er seine eigene Forschungsgruppe.
1985 wurde Dingermann zum Akademischen Rat ernannt, 1990 folgte die Ernennung zum Akademischen Oberrat. Während der gesamten Zeit am Institut für Physiologische Chemie der Universität Erlangen-Nürnberg übte Dingermann parallel zu seinen Forschungen eine Lehrtätigkeit im Rahmen des physiologisch-chemischen Praktikums für Mediziner und Pharmazeuten und des biochemischen Fortgeschrittenen Praktikums (Gentechnologie) für Naturwissenschaftler aus. 1987 habilitierte sich Dingermann zum Thema „Transkriptionsmechanismen eukaryotischer Transfer RNA Gene“. 1987 erhielt er die Lehrbefugnis für das Fachgebiet Biochemie und Molekularbiologie.
1990 folgte Dingermann dem Ruf auf eine C4-Professur an die Goethe-Universität Frankfurt und wurde 1991 geschäftsführender Direktor des Instituts für Pharmazeutische Biologie. Von 1998 bis 2000 war er Vizepräsident der Goethe-Universität Frankfurt am Main. Rufangebote an die Universität Jena (1996) und die ETH Zürich (2001) lehnte er ab. Von 2013 bis 2017 war er Seniorprofessor an der Goethe-Universität Frankfurt am Main, seit 2017 ist er Emeritus.
Von 2000 bis 2004 war Dingermann Präsident der Deutschen Pharmazeutischen Gesellschaft (DPhG), von 2005 bis 2012 Biotechnologiebeauftragter im Technologiebeirat der HA Hessenagentur GmbH und von 2012 bis 2014 Beauftragter für Life Sciences und Biotechnologie des Landes Hessen. Von 2015 bis 2021 war Dingermann Akademischer Direktor der Goethe Business School. Er war einer von zwei Akademischen Programmdirektoren des Studiengangs Master of Pharma Business Administration.
Seit 1993 ist Dingermann Chefredakteur der internationalen wissenschaftlichen Zeitschrift Die Pharmazie. Von 2003 bis 2012 war er Schriftleiter der Pharmazie in unserer Zeit und von 2013 bis 2020 Schriftleiter der Pharmakon. Beide Zeitschriften sind die offiziellen Organe der Deutschen Pharmazeutischen Gesellschaft. Seit 2010 ist er Mitglied der erweiterten Chefredaktion und seit 2020 ist er Senior Editor der Pharmazeutischen Zeitung (PZ).

## Ehrungen sowie Auszeichnungen
- 1990: Auszeichnung mit dem Ria Freifrau von Fritsch-Stiftungspreis
- 2001: Dr. August and Dr. Anni Lesmüller Vorlesung[6]
- 2005: Ilse-Richter-Tierschutz-Forschungspreis: A. Babel & Th. Dingermann (2005). Bestimmung der Isoformenverteilung mittels Kapillarelektrophorese als Alternative zum Bioassay an der Normozythämischen Maus in der Qualitätskontrolle von Erythropoietin
- 2007: 1. Preis des 1822-Universitätspreises für exzellente Lehre[7]
- 2009: Professor des Jahres 2009 in der Kategorie „Naturwissenschaften/Medizin“ (gemeinsam vergeben von Unicum Beruf und der KPMG)[8]
- 2010: Carl-Mannich-Medaille der DPhG für hervorragende Leistungen in den pharmazeutischen Wissenschaften[9]
- 2013: Ehrenmitglied des Komitee Forschung Naturmedizin e. V. (KFN)[10]
- 2020: Ehrenmitglied der DPhG[11]
- 2023: Conrad-Moench-Medaille[12]

## Veröffentlichungen
- Theodor Dingermann, Wolfgang Kreis, Horst Rimpler und Ilse Zündorf: Reinhard – Pharmazeutische Biologie 1. 7. aktualisierte Auflage. Wissenschaftliche Verlagsgesellschaft mbH, Stuttgart 2009, ISBN 978-3-8047-2107-4.
- Angelika Vollmar sowie Th. Dingermann unter Mitarbeit von Ilse Zündorf: Immunologie: Grundlagen und Wirkungen. Wissenschaftliche Verlagsgesellschaft mbH, Stuttgart 2005, ISBN 3-8047-2189-3
- Th. Dingermann, I. Zündorf: Gentechnik – Biotechnik Lehrbuch und Kompendium für Studium und Praxis. Wissenschaftliche Verlagsgesellschaft mbH, Stuttgart 1999, ISBN 3-8047-1597-4
- Th. Dingermann, I. Zündorf: Stratifizierte Pharmakotherapie – Genetische Grundlagen, praktisches Vorgehen. GOVI in der AVOXA - Mediengruppe Deutscher Apotheker GmbH, Eschborn 2017, ISBN 978-3-7741-1341-1
- Th. Dingermann, K. Hiller, G. Schneider, I. Zündorf: Schneider – Arzneidrogen. 5. Auflage. Elsevier Spektrum Akademischer Verlag, Heidelberg 2004, ISBN 3-8274-1481-4
- Th. Dingermann, Rudolf Hänsel, I. Zündorf: Pharmazeutische Biologie: Molekulare Grundlagen und klinische Anwendung. Springer-Verlag, Berlin/Heidelberg/New York 2002, ISBN 3-540-42844-5
- Dingermann, Loew: Phytopharmakologie: Experimentelle und klinische Pharmakologie pflanzlicher Arzneimittel. Wissenschaftliche Verlagsgesellschaft mbH, Stuttgart 2003, ISBN 3-8047-1896-5
- Ernst Reinhard, Th. Dingermann, Wolfgang Kreis, Horst Rimpler: Pharmazeutische Biologie: Die biologischen Grundlagen für Studium und Praxis. Wissenschaftliche Verlagsgesellschaft mbH, Stuttgart 2001, ISBN 3-8047-1785-3
- Th. Dingermann: Herstellung und Prüfung rekombinanter Arzneimittel. In: Berthold Göber, Peter Surmann (Hrsg.): Arzneimittelkontrolle – Drug Control: Grundlagen und  Methoden der Prüfung und Standardisierung von Arzneimitteln. Wissenschaftliche Verlagsgesellschaft mbH, Stuttgart 2005, ISBN 3-8047-2078-1
- Th. Dingermann, Dieter Steinhilber, Gerd Folkers, Raimund Mannhold, Hugo Kubinyi (Hrsg.): Molecular Biology in Medicinal Chemistry. Methods and Principals in Medicinal Chemistry. Wiley-VCH, Weinheim 2003, ISBN 3-527-30431-2
- T. Winckler, I. Zündorf & Th. Dingermann: Dictyostelium discoideum: biopharmaceutical and biomedical research with a lower eukaryote. In:  J. Knäblein, R. H. Müller (Hrsg.): Modern Biopharmaceuticals – Design, Development and Optimization. 1. Auflage. Wiley-VCH, Weinheim 2005, ISBN 3-527-31184-X
- Th. Dingermann: Does Size Matter? Facts and Thoughts on Recombinant Drugs. In: C. G. Kruse, H. Timmermann (Hrsg.): Towards Drugs of the Future – Key Issues on Lead Finding and Lead Optimization. IOS Press, Amsterdam/Berlin/Oxford/Tokyo/Washington D. C. 2008, ISBN 978-1-58603-949-3
- Th. Dingermann: Demographische Entwicklung und Heilmittelverbrauch. In: Fritz H. Frimmel, M. B.Müller (Hrsg.): Heil-Lasten – Arzneimittelrückstände in Gewässern. Springer-Verlag, Berlin/Heidelberg/New York 2006, ISBN 3-540-33637-0
- Th. Dingermann (Hrsg.) unter Mitarbeit der Expertenkommission  BARMER/BPI: Transparenzkriterien für pflanzliche, homöopathische und anthroposophische Arzneimittel. Expertenvotum zur Vorbereitung eines Modellvorhabens nach §§ 63–65 SGB V zur Förderung der Rationalität der Verordnung pflanzlicher, homöopathischer und anthroposophischer Arzneimittel. Karger GmbH, Basel/Freiburg/Paris 2000, ISBN 3-8055-7045-7
- Th. Dingermann: Wie gefährlich sind Bio- und Gentechnik? In:  O. Kayser & R. H. Müller (Hrsg.): Pharmazeutische Biotechnologie. Ein Kompendium für Forschung und Praxis. Wissenschaftliche Verlagsgesellschaft mbH, Stuttgart 2000, ISBN 3-8047-1768-3. pp. 369–384
- Theo Dingermann et al. (edited by: Donald J. Abraham): Burger’s Medicinal Chemistry & Drug Discovery. 6th ed., Volume 1–6. John Wiley & Sons, Inc. Hoboken, NJ 2003